# 楊昉
楊昉（1396年—？），字彥明，陝西西安府興平縣人，明朝政治人物。同進士出身。

## 生平
永樂十八年（1420年）陝西鄉試第一名。宣德五年（1430年）丁丑科會試第二十五名，殿試登進士第三甲第四十六名。官至翰林院檢討。

## 家族
曾祖父楊谷寶。祖父楊文琇。父亲楊玉成。